# Aigle du meilleur film européen
L'Aigle du meilleur film européen est un des principaux prix des Récompenses cinématographiques polonaises : Orły. Il est attribué chaque année par l'Académie polonaise du cinéma depuis 2004 (pour l'année 2003).
Le réalisateur ayant été le plus souvent nommé à ce prix est Pedro Almodóvar avec deux nominations.
Lauréats des Aigles du cinéma polonais dans la catégorie meilleur film européen :

## Récompenses par année
| Année                 | Titre du film                                   | Titre original                            | Réalisateur                      | Pays de production                                  |
| --------------------- | ----------------------------------------------- | ----------------------------------------- | -------------------------------- | --------------------------------------------------- |
| 6e cérémonie en 2003  |                                                 |                                           |                                  |                                                     |
| 7e cérémonie en 2004  | La Jeune Fille à la perle                       | The Girl With a Pearl Earring             | Peter Webber                     | Grande-Bretagne, Luxembourg                         |
| 8e cérémonie en 2005  | My Summer of Love                               | My Summer of Love                         | Paweł Pawlikowski                | Grande-Bretagne                                     |
| 9e cérémonie en 2006  | Volver                                          | Volver                                    | Pedro Almodóvar                  | Espagne                                             |
| 10e cérémonie en 2007 | La Vie des autres                               | Das Leben der Anderen                     | Florian Henckel von Donnersmarck | Allemagne                                           |
| 11e cérémonie en 2008 | Le Scaphandre et le Papillon                    | Le Scaphandre et le Papillon              | Julian Schnabel                  | France                                              |
| 12e cérémonie en 2009 | Le Ruban blanc                                  | Das Weiße Band                            | Michael Haneke                   | Autriche, Allemagne                                 |
| 13e cérémonie en 2010 | The Ghost Writer                                | The Ghost Writer                          | Roman Polanski                   | France, Allemagne, Grande-Bretagne                  |
| 14e cérémonie en 2011 | Le Discours d'un roi                            | The King's Speech                         | Tom Hooper                       | Grande-Bretagne                                     |
| 15e cérémonie en 2012 | Amour                                           | Amour                                     | Michael Haneke                   | France, Autriche                                    |
| 16e cérémonie en 2013 | Sugar Man                                       | Searching for Sugar Man                   | Malik Bendjelloul                | Suède, Royaume-Uni                                  |
| 17e cérémonie en 2014 | Léviathan                                       | Leviafan                                  | Andreï Zviaguintsev              | Russie                                              |
| 18e cérémonie en 2015 | Youth                                           | Youth                                     | Paolo Sorrentino                 | Italie                                              |
| 19e cérémonie en 2016 | Le Fils de Saul                                 | Saul fia                                  | László Nemes                     | Hongrie                                             |
| 20e cérémonie en 2017 | The Square                                      | The Square                                | Ruben Östlund                    | Allemagne, Suède, Danemark, France                  |
| 21e cérémonie en 2018 | Three Billboards : Les Panneaux de la vengeance | Three Billboards Outside Ebbing, Missouri | Martin McDonagh                  | États-Unis, Grande-Bretagne                         |
| 21e cérémonie en 2019 | La Favorite                                     | The Favourite                             | Yórgos Lánthimos                 | Royaume-Uni, Irlande, États-Unis                    |
| 22e cérémonie en 2020 | Les Misérables                                  | Les Misérables                            | Ladj Ly                          | France                                              |
| 23e cérémonie en 2021 | Drunk                                           | Druk                                      | Thomas Vinterberg                | Danemark, Suède, Pays-Bas                           |
| 24e cérémonie en 2022 | Ennio                                           | Ennio                                     | Giuseppe Tornatore               | Italie, Allemagne, Belgique, Chine, Japon, Pays-Bas |
| 25e cérémonie en 2023 |                                                 |                                           |                                  |                                                     |